# Poivres
Poivres é uma comuna francesa na região administrativa de Grande Leste, no departamento de Aube. Estende-se por uma área de 42,51 km². Em 2010 a comuna tinha 161 habitantes (densidade: 3,8 hab./km²).